# Jacques-Yves Cousteau

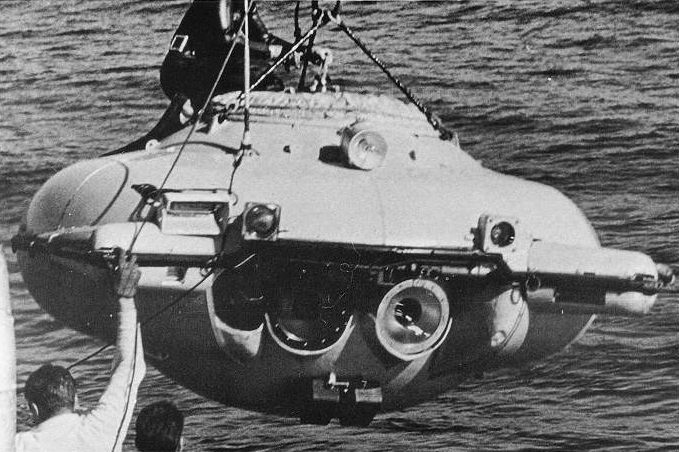
SP-350 – „podwodny spodek”

Jacques-Yves Cousteau (ur. 11 czerwca 1910 w Saint-André-de-Cubzac, zm. 25 czerwca 1997 w Paryżu) – francuski oficer marynarki, badacz mórz, podróżnik oraz reżyser filmowy i pisarz, zwany „kapitanem” lub „komendantem Cousteau”.

## Życiorys
Jako syn nieustannie podróżującego prawnika od najmłodszych lat przywykł do częstych zmian miejsca pobytu. W 1930 zdał egzaminy do Francuskiej Akademii Marynarki (École Navale) w Breście, gdzie uzyskał stopień oficera artylerii. Równocześnie kończył szkołę lotniczą, jednakże groźny wypadek, który mu się przydarzył w 1936, przekreślił marzenia o karierze pilota. Cousteau zwrócił się wówczas wyłącznie ku morzu – podwodne dokonania i obserwacje opisał wraz ze swoim współpracownikiem Frédérikiem Dumasem w bestsellerowej książce Milczący świat, wydanej w 1953 (5 mln egzemplarzy w 20 językach).
Praca dała mu sposobność prowadzenia podwodnych eksperymentów – w 1936 przetestował model podwodnych okularów, które można uznać za pierwowzór współczesnych masek.
W czasie okupacji hitlerowskiej Cousteau działał we francuskim ruchu oporu, za co po wojnie otrzymał Legię Honorową. Również w czasie wojny zrealizował swój pierwszy podwodny film, a także, wespół z inżynierem Emilem Gagnanem, zbudował swój pierwszy akwalung – aparat do nurkowania. Po wojnie opracowywał techniki usuwania min morskich i zajmował się badaniem morskich wraków.
W 1950 został prezesem towarzystwa oceanograficznego i otrzymał z demobilu od irlandzkiego milionera Thomasa Guinessa (Thomas Loel Evelyn Bulkeley Guinness), za jednego franka rocznie (pod warunkiem zachowania tego w tajemnicy i nie żądania więcej jakichkolwiek pieniędzy), stary 400-tonowy poławiacz min "Calypso”, który po przeróbkach zaprojektowanych przez Cousteau stał się pływającym laboratorium i studiem telewizyjnym z wyposażeniem do zdjęć podwodnych oraz jednym z najsłynniejszych statków w dziejach.
W latach 1952–1953 Cousteau poprowadził „Calypso” na Morze Czerwone na pierwszą ze swych wypraw badawczych. Przywiózł z niej swój pierwszy podwodny film barwny, zrealizowany na głębokości 45 m. Jednym z najbardziej znanych osiągnięć komandora jest też odkrycie i penetracja starożytnego statku greckiego do przewozu wina, spoczywającego na głębokości 40 m niedaleko Marsylii.
Film dokumentalny Świat milczenia (1956), zrealizowany wspólnie z Louisem Malle'em, przyniósł mu Złotą Palmę na 9. MFF w Cannes, a rok później także Oscara. W sumie odbierał tę nagrodę trzy razy (również za filmy: Złota rybka i Świat bez słońca). Jego dokumenty zdobyły w Stanach Zjednoczonych łącznie 40 nominacji do prestiżowych nagród Emmy.
W 1963, wspólnie z Jeanem de Woutersem, opracował podwodny aparat fotograficzny o nazwie „Calypso-Phot”, na który licencję sprzedał później firmie Nikon.
Razem z Jeanem Mollardem zbudował miniaturową łódź podwodną SP-350, za pomocą której mógł się zanurzyć na głębokość 350 m. W 1965 zdołał osiągnąć głębokość 500 m.
Cousteau został dyrektorem muzeum oceanograficznego w Monako, po czym utworzył podmorską grupę badawczą w Tulonie i był kierownikiem Conshelf Saturation Dive Program, długoterminowego eksperymentu polegającego na zbudowaniu załogowej kolonii podmorskiej. Był też pierwszym cudzoziemcem, któremu przyznano członkostwo Amerykańskiej Akademii Nauk.
Gdy w lipcu 1960 EURATOM zamierzał zrzucić do wody znaczne ilości odpadów radioaktywnych, Cousteau zorganizował publiczną kampanię, która zyskała duże poparcie społeczne. Pociąg wiozący odpady został zatrzymany przez grupę kobiet i dzieci siedzących na torach i zawrócony do miejsca wyjazdu. Francuski badacz był zdecydowanym przeciwnikiem eksperymentów nuklearnych, czemu dał wyraz w trakcie wizyty prezydenta Charles’a de Gaulle’a w Monako.
W 1974 powstało Towarzystwo Cousteau, mające się zajmować ochroną życia w oceanach. Obecnie liczy ono ok. 300 tys. członków. W 1975 odkrył wrak statku „Britannic”. W 1977 Cousteau otrzymał wspólnie z Peterem Scottem nagrodę ONZ za wkład w ochronę środowiska, a kilka lat później prezydent Stanów Zjednoczonych, Jimmy Carter przyznał mu Medal Wolności. W 1992 został zaproszony na konferencję ONZ na temat ochrony środowiska i rozwoju, a potem został stałym konsultantem ONZ i Banku Światowego.
W 1979 przeżył tragedię – jego syn i współpracownik Philippe (ur. 1940) zginął w katastrofie hydroplanu. Ze swoich dwu małżeństw miał jeszcze troje dzieci: dwóch synów Jeana-Michela (ur. 1938) i Pierre’a-Yves’a (ur. 1982) oraz córkę Dianę (ur. 1980). Był człowiekiem bogatym. Mimo iż posiadał liczne apartamenty na całym świecie, najchętniej mieszkał na pokładzie starego „Calypso”. Jego aktywność nie słabła do ostatnich dni – budował nawet „Calypso II”, jeszcze nowocześniejszy od poprzedniego statek-pływające laboratorium.
W 1990 francuski kompozytor Jean Michel Jarre wydał album Waiting for Cousteau, dedykowany Cousteau za jego osiągnięcia. Rok później Cousteau zaprosił Jarre’a do współpracy w tworzeniu filmu dokumentalnego Palawan The Last Refuge. Jarre skomponował tytułowy utwór oraz wykorzystał swoje utwory z dotychczasowych albumów w ścieżce dźwiękowej filmu.

### Śmierć
Kapitan Jacques-Yves Cousteau zmarł 25 czerwca 1997 w wieku 87 lat. Pochowany jest w grobie rodzinnym na cmentarzu w Saint-André-de-Cubzac.

## Dziedzictwo
Cousteau zwykł się określać mianem oceanograficznego technika. W rzeczywistości był miłośnikiem przyrody, w szczególności morza. Jego prace umożliwiły milionom ludzi ujrzenie życia „niebieskiego kontynentu”, jak określano światowy ocean.
Prace francuskiego badacza stworzyły całkiem nowy rodzaj naukowego komunikowania, co wywoływało niekiedy krytyczne opinie ze strony urzędowego świata akademickiego. Tak zwany „dywulgacjonizm”, prosta i zrozumiała metoda dzielenia się koncepcjami naukowymi, została wkrótce jednak przyjęta w wielu dyscyplinach naukowych i stała się najważniejszą cechą współczesnych audycji telewizyjnych.
Cousteau nadal pozostaje powszechnie szanowanym i podziwianym na całym świecie przyrodnikiem, traktowanym przez wielu – z pewnym rodzajem nabożności – jako symbol badań przyrody.
Występując w styczniu 1997 na Florydzie przy okazji odbioru kolejnej z niezliczonych nagród, powiedział: „Przyszłość cywilizacji zależy od wody.” I dodał: „Błagam was, zechciejcie to zrozumieć!”
Cousteau nie stronił od kontrowersyjnych wypowiedzi. W wywiadzie przeprowadzonym przez B. Elaudiego i A. Rifaata dla Courrier de l'Unesco w listopadzie 1991 roku podróżnik powiedział: „Czy powinniśmy wyeliminować śmiertelne choroby? Idea jest piękna, jednak niekoniecznie korzystna na dłuższą metę. Nie powinniśmy pozwolić, aby nasz strach przed chorobami zagroził przyszłości naszego gatunku. Zabrzmi to może strasznie. Ale w celu ustabilizowania populacji musimy eliminować trzysta pięćdziesiąt tysięcy ludzi dziennie. Strasznie o tym mówić, ale równie źle jest o tym nie mówić.”